# Treze de Maio
Treze de Maio é um município brasileiro do estado de Santa Catarina.

## Geografia
Localiza-se a uma latitude 28º33'32" sul e a uma longitude 49º08'52" oeste, estando a uma altitude de 190 metros. Sua população estimada em 2004 era de 6.980 habitantes.

## História
O município de Treze de Maio emancipou-se politicamente pela lei estadual nº 803, de
20 de dezembro de 1961, com território desmembrado de Tubarão.

## Política
Com a sua emancipação, no final do ano de 1961, teve como primeiro prefeito, nomeado, o sr. Ismael Thomaz Préve (30 de dezembro de 1961 a 31 de janeiro de 1963).
Em 1 de fevereiro de 1963, assumiu a prefeitura Luiz Nandi, que ficou no poder até 31 de janeiro de 1969. Seguiu-se no governo municipal o sr. Nelson Ghisi, que governou até 31 de janeiro de 1973. Após, assumiu o filho de Luiz Nandi, Nilson Simão Nandi, que administrou a cidade até 31 de janeiro de 1977. Em 1 de fevereiro de 1977 assumiu a prefeitura a esposa de Nelson Ghisi, Auricélia Maria Lemos Ghisi, tendo Vilson Nandi como vice. Em 1 de fevereiro de 1983 retornou à prefeitura Luiz Nandi, ficando até 31 de dezembro de 1988, elegendo seu sucessor, João Bressan Bardini, que governou até 31 de dezembro de 1992 e, logo após, o vice de Bardini, Vilson Nandi elegeu-se com mandato até 31 de dezembro de 1996.
Em 1996 a hegemonia política local f alterada com a vitória de um candidato do Partido do Movimento Democrático Brasileiro (PMDB), colocando fim a uma história de alternância do poder entre os políticos ligados ao Partido da Frente Liberal (PFL) (hoje Democratas) e Partido Democrático Social (PDS) (hoje PP).
Itamar Bressan Boneli, do PMDB, em coligação com o Partido da Social Democracia Brasileira (PSDB), assumiu em 1 de janeiro de 1997, reelegendo-se para um segundo mandato em 2000.
Nas eleições de 2004, não conseguiram eleger seu sucessor, sendo derrotados pelos então candidatos Arilton Francisconi Cândido, do Partido Progressista (PP), e o vice Pedrinho Marcon, do PFL, que assumiram a prefeitura em 1 de janeiro de 2005, com mandato até 31 de dezembro de 2008, tendo sido reeleito para um segundo mandato até 2012 (dessa vez em uma aliança com PP e PSDB).
Nas eleições de 2012 venceu o candidato do PP Clésio Bardini de Biasi, em aliança com o Partido Social Democrático (PSD), partido de seu vice Agnaldo Carara, e o Partido da Social Democracia Brasileira (PSDB), derrotando a aliança do PMDB e PT encabeçada por Itamar Bressan Boneli, cuja candidatura havia sido impugnada.
Em 2016, Clesio Bardini de Biasi foi reeleito prefeito de Treze de Maio, concorrendo pelo PP, e tendo novamente Agnaldo Carara, do PSD, como vice. Sua tríplice aliança era formando ainda com o PSDB. 

Em 2018 tornou-se o município com maior votação em Jair Messias Bolsonaro no primeiro turno nas eleições, com 83,89%.